# 商船航空母舰

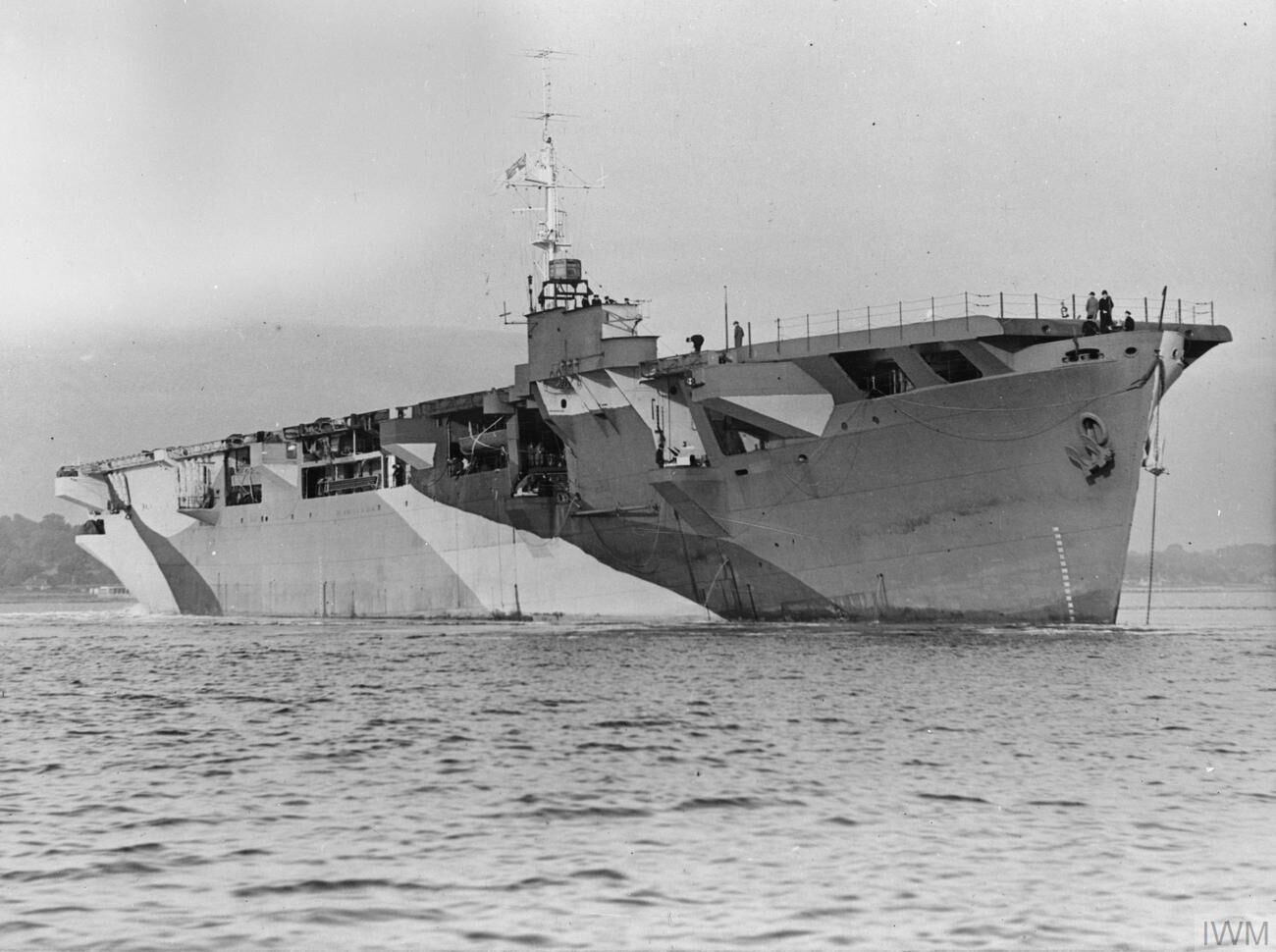
HMS Activity, formerly Empire Activity, an 护航航空母舰. Merchant aircraft carriers were introduced to provide air cover for convoys until sufficient escort carriers became available to replace them.

商船航空母舰（MAC）是二战中屬於英国皇家海军或荷兰海军、加装最低限度航空设备的大型货轮或油轮，用以补充护航航空母舰。兩者最主要的分別在商船空母仍然保留貨運能力、會與商船混合編隊，而護航空母則會在商船的視野外編成護航艦隊。它们建造的本来意图就是在护航航母大批入役前充当过渡舰只。